# Lidija Vladimirovna Litvjak
Lidija Vladimirovna Litvjak (rusko Лидия Владимировна Литвяк, z vzdevkom Bela lilija), častnica, vojaška pilotinja, letalski as in herojinja Sovjetske zveze, * 18. avgust 1921, Moskva, † 1. avgust 1943, Dmitrovka.

## Kariera
Podporočnica Litvjak je bila najuspešnejša sovjetska ženska pilotinja med drugo svetovno vojno. S svojim lovcem Jak-1 je sodelovala v bitki za Rostov in za Stalingrad. Skupaj je bila udeležena v 268 bojih, v katerih je dosegla 12 samostojnih in 3 skupinske zmage (sestrelila je tudi en balon), za kar je bila leta 1990 posmrtno odlikovana z nazivom herojinje Sovjetske zveze.
Bila je inštruktorica v naslednjih enotah: 586., 437., 9. gardni in 296. (poznejši 73. gardnega lovskega letalskega polka).
V svoji karieri je letela na U-2, Jak-1M-23, Jak-1-32 in Jak-1-44.

## Priznanja

### Odlikovanja
- heroj Sovjetske zveze (6. maj 1990)
- red Lenina (6. maj 1990)
- red rdeče zastave (22. julij 1943)
- red domovinske vojne 1. stopnje
- red rdeče zvezde (februar 1943)